# Извиль
 Извиль  — деревня в Глазовском районе Удмуртии в составе  сельского поселения Кожильское.

## География
Находится на расстоянии примерно 5 км на юго-запад по прямой от центра района города Глазов. 

## История
Известна с 1873 года как починок Извильский у речки Убыти (Извиль), где было дворов 7 и жителей 137, в 1905 (деревня Извильская или Извыль) 15 и 185, в 1924 33 и 208. В советское время работал колхоз «Извиль». В 1950-е годы была построена своя ГЭС и пруд.

## Население
Постоянное население  составляло 5 человек (удмурты 60%, русские 40%) в 2002 году, 5 в 2012 .